# Rio Arieș

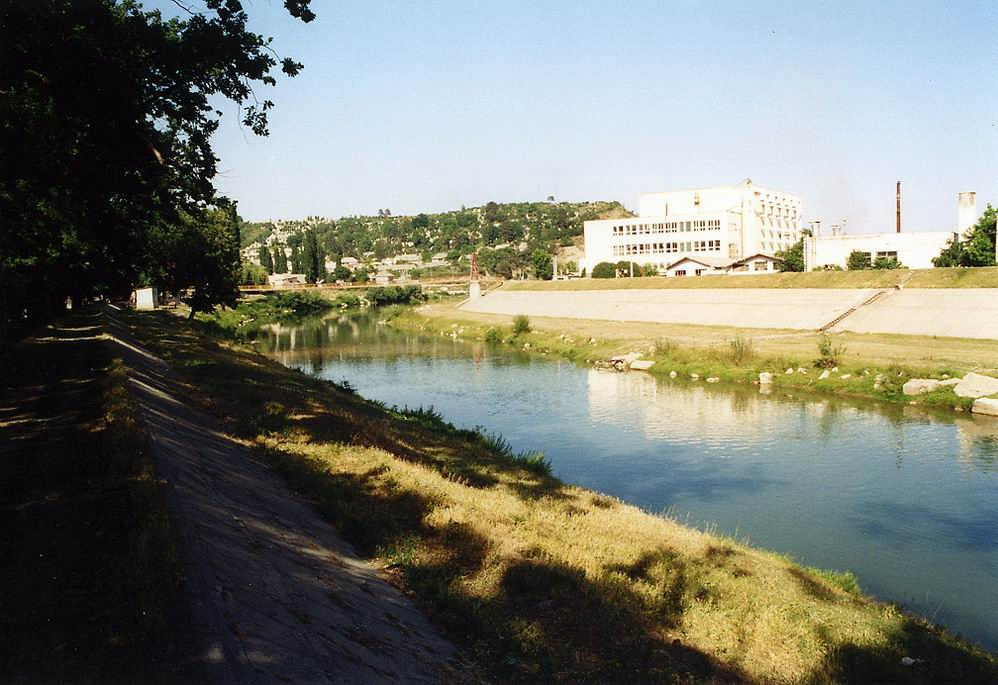
Rio Arieş em Turda.

O Arieș (em húngaro:  Aranyos) é um rio da Transilvânia, Romênia, que corta os distritos de Alba e  Cluj.
A fonte do rio está localizada nos Montes Bihor, parte dos Montes Apuseni. O Arieș é formado próximo a vila de Mihoiești na confluência dos rios: Arieșul Mare e Arieșul Mic. Sua extensão é de aproximadamente 164 km. Ele deságua no rio Mureș próximo a vila de Gura Arieşului (Székelykocsárd em húngaro) e da cidade de Luduş (Marosludas em húngaro). 
As cidades de Câmpeni (Topánfalva em húngaro), Baia de Arieş (Aranyosbánya em húngaro), Turda (Torda em húngaro)  e Câmpia Turzii (Aranyosgyéres em húngaro) estão localizadas às margens do Arieș. O vale alto do rio Arieș (Ţara Moţilor) é uma região bela e rústica com importância na mineração (Roşia Montană), rica em ouro, prata e urânio. 
O nome do rio foi pela primeira vez citado como "Aranas", em 1075.

## Mapas
- Munții Trascău
- Harta Munților Apuseni
- Harta județului Alba